# Hôn nhân cùng giới ở Michoacán
Hôn nhân cùng giới đã được hợp pháp tại bang Michoacán của México kể từ ngày 23 tháng 6 năm 2016. Vào ngày 18 tháng 5 năm 2016, Quốc hội tiểu bang đã phê chuẩn một dự luật hợp pháp hóa hôn nhân cùng giới ở tiểu bang này bằng cách bỏ phiếu ủng hộ 27-0, 8 phiếu trắng. Trước đây, Quốc hội đã từ chối sửa đổi các phần 123 và 125 của Bộ luật Dân sự sau phán quyết của một thẩm phán nhà nước yêu cầu Cơ quan lập pháp phải làm như vậy.

## Kết hợp dân sự
Vào ngày 13 tháng 11 năm 2006, thông báo rằng các dự luật kết hợp dân sự cho Michoacán sẽ chính thức được đề xuất. Tuy nhiên, các dự luật bị đình trệ, có nghĩa là chúng không được thảo luận bởi Quốc hội địa phương. Sau khi hôn nhân cùng giới được thông qua ở Quận Liên bang, PRD tuyên bố sẽ đề xuất các dự luật về hôn nhân và nhận con nuôi cùng giới, cùng với kết hợp dân sự cùng giới (Luật về quan hệ đối tác cùng tồn tại) vào năm 2010. Một dự luật đã được đệ trình vào tháng 3 năm 2010 bởi Grupo de Facto Diversidad Sexual, đề xuất cả hôn nhân và sống thử, nhưng không đề cập đến việc nhận con nuôi cùng giới. Như các đề xuất trước đó, nó bị đình trệ.
Vào ngày 27 tháng 8 năm 2015, Ủy ban Tư pháp và Nhân quyền đã phê chuẩn một văn bản mới của Bộ luật Gia đình duy trì định nghĩa dị tính về hôn nhân nhưng ban hành quan hệ đối tác trong nước (sociedades de convivencia) cho các cặp cùng giới. Nó đã được Đại hội Michoacán nhất trí thông qua vào ngày 7 tháng 9 năm 2015. Luật được công bố vào ngày 30 tháng 9 năm 2015 trên tạp chí chính thức của tiểu bang. Sau khi thông qua Bộ luật Gia đình, một vụ kiện đòi phân biệt đối xử và vi hiến đã được đệ trình lên Tòa án Tối cao Mexico vào tháng 10.
Kể từ ngày 23 tháng 6 năm 2016, một quan hệ đối tác trong nước được xác định là liên minh pháp lý giữa hai cá nhân. Do đó, các công đoàn như vậy mở cửa cho cả các cặp đôi khác giới và cùng giới (trước đây họ chỉ dành cho các cặp cùng giới).